# 구드룬 리터
구드룬 리터(독일어: Gudrun Ritter, 1936년 11월 16일~)는 독일의 배우이다.

## 출연 작품

### 영화
- 여전히 푸른 인생 (2018년)
- 한나 (2011년)
- 박스하게너 플라츠 (2010년)
- 폴 다이어리 (2010년)
- 휴가 (2007년)
- 항체 (2005년)